# Argentine aux Jeux paralympiques d'été de 1960
L'Argentine participe aux Jeux paralympiques d'été de 1960 à Rome. Il s'agit de sa 1re participation à des Jeux paralympiques d'été.
L'équipe est composée de cinq athlètes, un homme et quatre femmes. Elle a terminé dixième du tableau des médailles avec un total de six médailles, deux d'or, trois d'argent et une de bronze.

## Bilan général

### Bilan par sport
| Sport    | Médaille d'or, Jeux olympiques | Médaille d'argent, Jeux olympiques | Médaille de bronze, Jeux olympiques | Total | Rang pays |
| -------- | ------------------------------ | ---------------------------------- | ----------------------------------- | ----- | --------- |
| Natation | 2                              | 3                                  | 1                                   | 6     |           |
| Total    | 2                              | 3                                  | 1                                   | 6     | 10e       |

### Bilan par sexe
| Sexe   | Médaille d'or, Jeux paralympiques | Médaille d'argent, Jeux paralympiques | Médaille de bronze, Jeux paralympiques | Total |
| ------ | --------------------------------- | ------------------------------------- | -------------------------------------- | ----- |
| Hommes | 1                                 | 1                                     | 0                                      | 2     |
| Femmes | 1                                 | 2                                     | 1                                      | 4     |
| Mixte  | 0                                 | 0                                     | 0                                      | 0     |
| Total  | 2                                 | 3                                     | 1                                      | 5     |

## Médaillés

### Médailles d’or
| Sport    | Discipline                    | Athlète(s)      | Performance   | Date |
| -------- | ----------------------------- | --------------- | ------------- | ---- |
| Natation | 50 m crawl incomplet classe 4 | Beatriz Perazzo | 1 min 15 s 03 |      |
| Natation | 50 m dos complet classe 5     | Juan Sznitowski |               |      |

### Médailles d'argent
| Sport    | Discipline                  | Athlète(s)      | Performance | Date |
| -------- | --------------------------- | --------------- | ----------- | ---- |
| Natation | 50 m crawl complet classe 5 | Amelia Mier     |             |      |
| Natation | 50 m crawl complet classe 5 | Juan Sznitowski |             |      |
| Natation | 50 m dos incomplet classe 4 | María Djukich   |             |      |

### Médailles de bronze
| Sport    | Discipline                    | Athlète(s)    | Performance | Date |
| -------- | ----------------------------- | ------------- | ----------- | ---- |
| Natation | 50 m crawl incomplet classe 4 | Beatriz Galán |             |      |

## Résultats

### Natation
Les cinq athlètes argentins ont pris part aux épreuves de natation. Chacun a remporté au moins une médaille car aucun de leurs événements ne contenait plus de trois concurrents.
| Athlète         | Épreuve                     | Finale | Finale                                |
| Athlète         | Épreuve                     | Temps  | Rang                                  |
| --------------- | --------------------------- | ------ | ------------------------------------- |
| Juan Sznitowski | 50 m dos complet classe 5   |        | Médaille d'or, Jeux paralympiques     |
| Juan Sznitowski | 50 m crawl complet classe 5 |        | Médaille d'argent, Jeux paralympiques |

| Athlète         | Épreuve                       | Finale        | Finale                                 |
| Athlète         | Épreuve                       | Temps         | Rang                                   |
| --------------- | ----------------------------- | ------------- | -------------------------------------- |
| María Djukich   | 50 m dos incomplet classe 4   |               | Médaille d'argent, Jeux paralympiques  |
| Beatriz Galán   | 50 m crawl incomplet classe 4 |               | Médaille de bronze, Jeux paralympiques |
| Amelia Mier     | 50 m crawl complet classe 5   |               | Médaille d'argent, Jeux paralympiques  |
| Beatriz Perazzo | 50 m crawl incomplet classe 4 | 1 min 15 s 03 | Médaille d'or, Jeux paralympiques      |